# Nil Montserrat

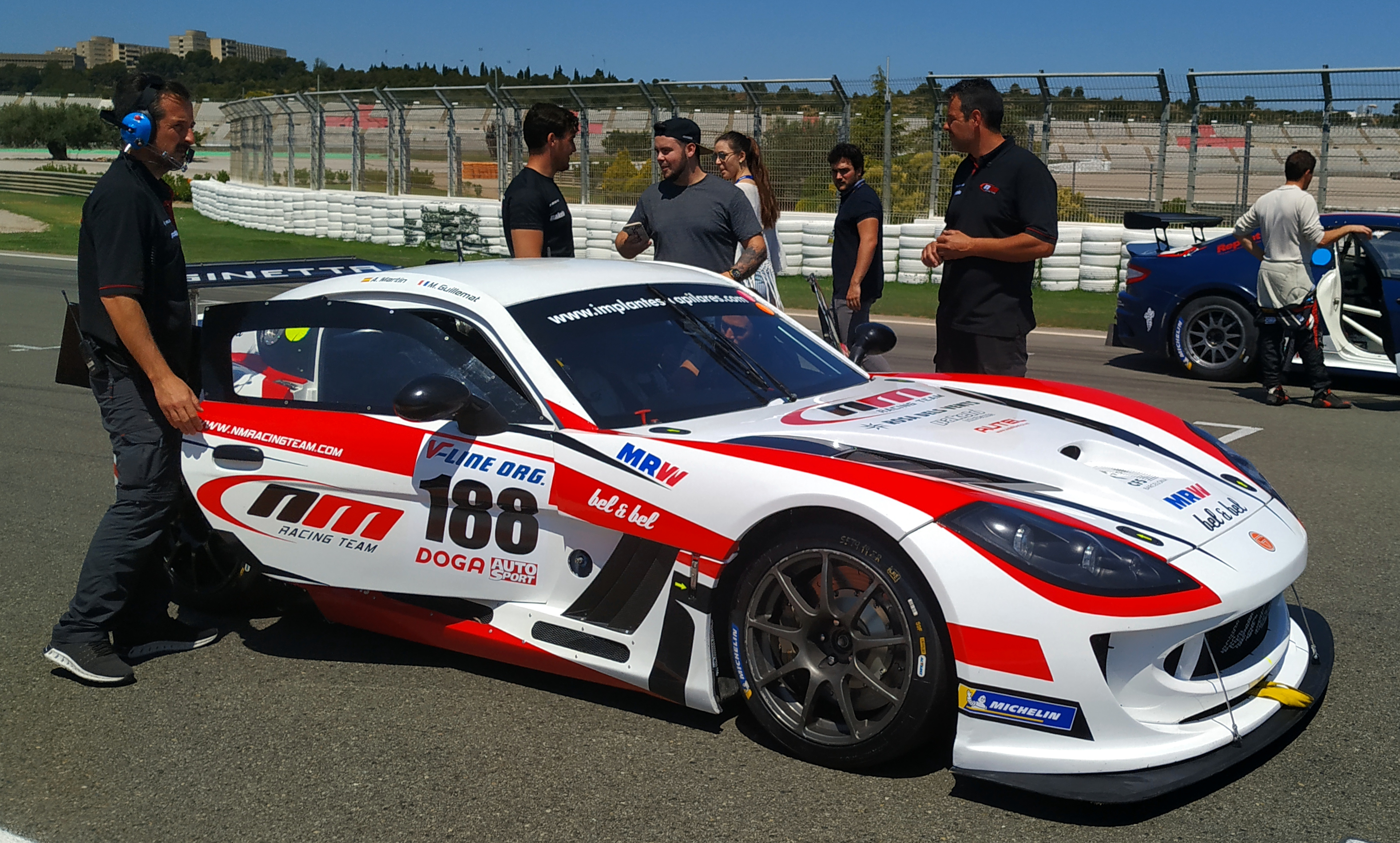
Nil Montserrat (con gorra) y uno de sus coches del NM Racing Team en el GT-CER 2019.

Nil Montserrat Simó (Barcelona, 8 de diciembre de 1988) es un piloto de automovilismo dominico-catalán, que ha competido principalmente en la Fórmula 3 Española y campeonatos de GT. Actualmente es el propietario de la escudería Nil Montserrat Racing Team.

## Trayectoria

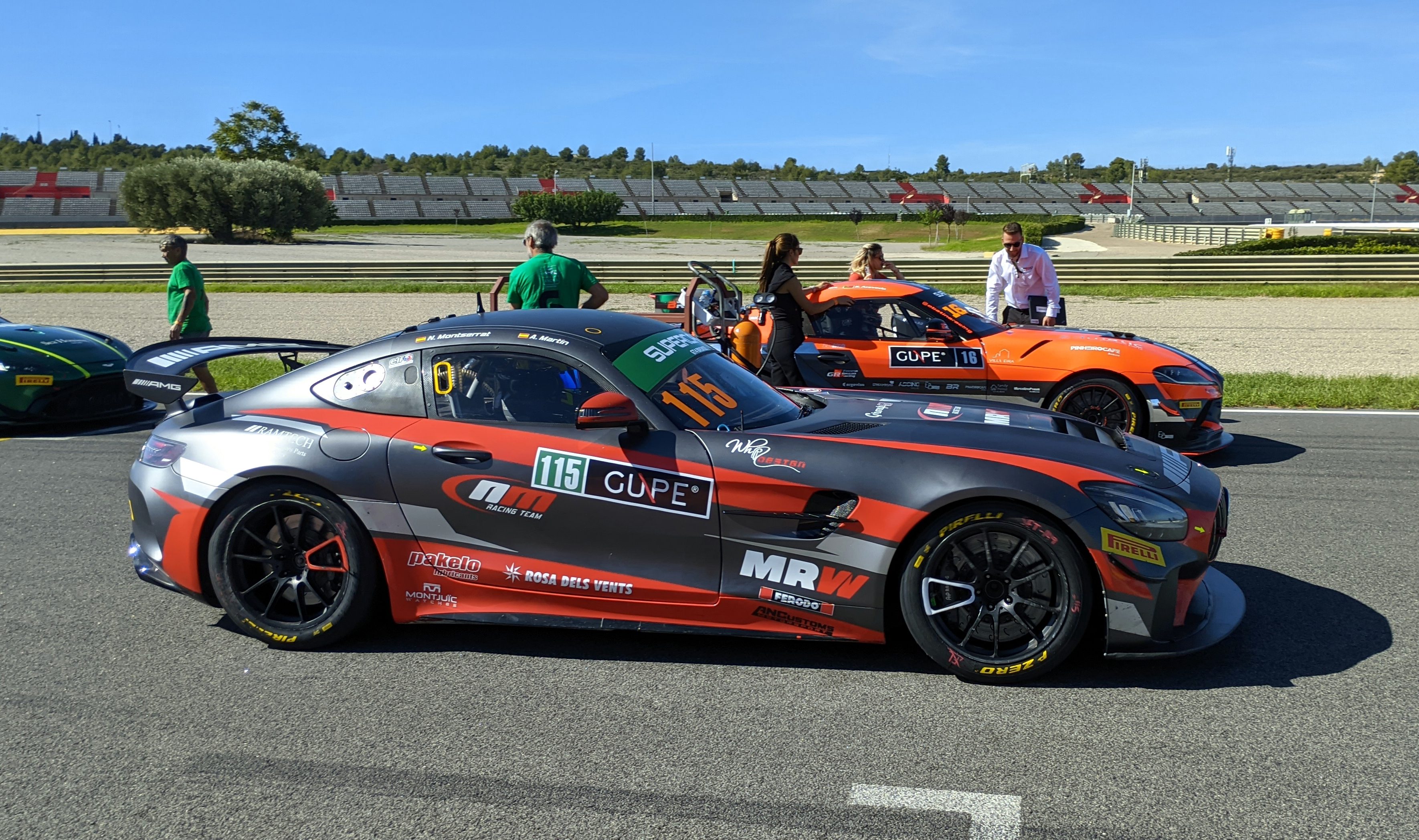
Mercedes de Nil y del NM Racing Team en la Supercars Endurance 2024.

Nil Montserrat empezó en el karting, donde destacó llevándose campeonatos nacionales como el campeonato de España de Cadetes en el 99. En 2005 dio el salto a los monoplazas en el Campeonato de España de Fórmula 3, siendo apoyado por el Programa de Jóvenes Pilotos del Circuit de Catalunya. En este campeonato permaneció hasta la temporada 2011, ya como European F3 Open, sin lograr resultados espectaculares. Cabe señalar que desde 2008 se quedó sin presupuesto, por lo que le era muy difícil disputar las temporadas enteras.
La primera incursión de Nil en los GT, fue en 2009 en LMP2 con el Hache Team en Spa-Francorchamps, en 2011 lograría 2 podios en las 2 carreras que disputó en el Open de España de Prototipos y en 2013 se proclamó vencedor del VdeV en la categoría GT4. Posteriormente, ha participado en el CER-GT logrando diversos éxitos junto al ruso Nikolay Dmitriev tanto en turismos como con GTs, en la Fórmula 4 NACAM y en diversas ediciones de las 24 Horas de Barcelona, que logró llevarse en 2017.
A finales de 2022 participa en la última carrera del Campeonato de España de GT con Alberto de Martín, piloto con el que disputaría las temporadas 2023 y 2024 de la Supercars Endurance. En 2024 se proclamarían vencedores de la categoría bronze de la Supercars Jarama RACE (una de las tres divisiones del campeonato). En dicha división su escudería también se llevaría el trofeo al mejor equipo, gracias a los buenos resultados de Guillermo Aso y Filip Vava.

## NM Racing Team
Durante 2015 y con el apoyo de la empresa Rosa dels Vents, decide fundar una escudería para la formación de pilotos y mecánicos, durante sus primeros años de existencia, se ha centrado en participar en campeonatos nacionales de karting y europeos de GTs. En 2018 llegaron a participar en la Fórmula 4 Española con Xavier Lloveras.

## Palmarés en Karting
| Temporada | Series                                             | Pos. |
| --------- | -------------------------------------------------- | ---- |
| 1998      | Campeonato de Cataluña de Karting - Alevín         | 4.º  |
| 1999      | Copa de Resistencia de Cataluña - Cadete           | 1.º  |
| 2000      | Campeonato de España de Karting - Cadete           | 2.º  |
| 2001      | Campeonato de España Yamaha de Karting             | 4.º  |
| 2002      | Campeonato de España de Karting - Junior           | 4.º  |
| 2002      | Trofeo Internacional Andrea Margutti - Junior      | 12.º |
| 2003      | Campeonato de España de Karting - Junior           | 5.º  |
| 2003      | Campeonato Europeo de Karting Oeste - Junior       | 19.º |
| 2004      | Open Master Italiano - Inter A (Carrera de Lonato) | 7.º  |

## Resumen de carrera
| Temporada    | Categoría                               | Equipo                         | Carreras | Victorias | Poles | VR | Podios | Puntos       | Pos.         |
| ------------ | --------------------------------------- | ------------------------------ | -------- | --------- | ----- | -- | ------ | ------------ | ------------ |
| 2004         | Fórmula Baviera                         | ?                              | ?        | ?         | ?     | ?  | ?      | 50           | 14.º         |
| 2004         | Fórmula Lliure - Nissan 2000 Catalunya  | ?                              | ?        | ?         | ?     | ?  | ?      | ?            | 2.º          |
| 2005         | Campeonato de España de F3              | GTA Motor Competición          | 15       | 0         | 0     | 0  | 0      | 2            | 21.º         |
| 2005         | Campeonato de España de F3 - Clase Copa | GTA Motor Competición          | 15       | 0         | 0     | ?  | 1      | 33           | 6.º          |
| 2006         | Campeonato de España de F3              | Elide Racing                   | 16       | 0         | 0     | 0  | 0      | 30           | 9.º          |
| 2006         | Fórmula Renault 3.5 Series              | Eurointernational              | 2        | 0         | 0     | 0  | 0      | 0            | 42.º         |
| 2007         | Campeonato de España de F3              | Cetea Sport                    | 16       | 0         | 0     | 0  | 0      | 24           | 11.º         |
| 2008         | Campeonato de España de F3              | GTA Motor Competición          | 8        | 0         | 0     | 0  | 2      | 38           | 12.º         |
| 2008         | Campeonato de España de F3 - Clase Copa | GTA Motor Competición          | 8        | 2         | 0     | 1  | 4      | 48           | 4.º          |
| 2008         | 24 Horas de Barcelona                   | TopTrans Competición – Autotec |          |           |       |    |        |              | 12.º         |
| 2009         | European F3 Open                        | Meycom                         | 6        | 0         | 0     | 0  | 0      | 18           | 14.º         |
| 2009         | European F3 Open - Clase Copa           | Q8 Oils Hache Team             | 2        | 0         | 0     | 0  | 2      | 14           | 11.º         |
| 2009         | 1000km de Spa Francorchamps - LMP2      | Q8 Oils Hache Team             |          |           |       |    |        |              | NF           |
| 2010         | European F3 Open                        | Top F3                         | 16       | 0         | 0     | 0  | 1      | 16           | 16.º         |
| 2010         | European F3 Open - Clase Copa           | Top F3                         | 16       | 1         | 0     | 1  | 7      | 76           | 4.º          |
| 2011         | European F3 Open                        | Emiliodevillota Motorsport     | 2        | 0         | 0     | 0  | 2      | 20           | 17.º         |
| 2011         | Open de España de Prototipos – Proto 1  | Radical España                 | 2        | 0         | 0     | 0  | 2      | 48           | 9.º          |
| 2011         | MINI Challenge España                   | Drivex                         | 1        | 0         | 0     | 0  | 0      | 11           | 30.º         |
| 2013         | V de V Challenge GT                     | Escuela Española de Pilotos    | 4        | 0         | 0     | 0  | 0      | 9            | 39.º         |
| 2014         | Campeonato de España de GT - Clase 3    | NM                             | 4        | 0         | ?     | ?  | 2      | 68           | 20.º         |
| 2014         | V de V Challenge GT                     | Escuela Española de Pilotos    | 1        | 0         | 0     | 0  | 0      | ?            | ?            |
| 2015         | Campeonato de España de GT - Clase 1    | NM CA Performance              | 11       | 0         | ?     | ?  | 1      | 147          | 10.º         |
| 2015-2016    | Campeonato NACAM de Fórmula 4           | J.Bernal Racing                | 6        | 0         | 0     | 0  | 0      | No puntuable | No puntuable |
| 2016         | CER-GT Long Distance - Clase 1          | NM CA Performance              | 5        | 1         | ?     | ?  | 3      | 132          | 2.º          |
| 2016         | Campeonato de España de GT - Clase 2    | NM CA Performance              | ?        | ?         | ?     | ?  | ?      | 100          | 1.º          |
| 2017         | Campeonato de España de GT              | NM Racing Team                 | 3        | 0         | ?     | ?  | 3      | 120          | 8.º          |
| 2017         | 24 Horas de Barcelona                   | NM Racing Team                 |          |           |       |    |        |              | 1.º          |
| 2022         | Campeonato de España de GT              | Monlau Competición             | 1        | 0         | 0     | 0  | 0      | no apto      | no apto      |
| 2023         | Iberian Supercars Endurance             | NM Racing Team                 | 8        | 0         | 0     | ?  | 1      | 66           | 6.º          |
| 2024         | Iberian Supercars - GT4                 | NM Racing Team                 | 8        | 0         | 0     | 0  | 0      | 18           | 20.º         |
| 2024         | Supercars Jarama RACE - GT4             | NM Racing Team                 | 8        | 0         | 0     | 0  | 0      | 32           | 14.º         |
| 2024         | Campeonato Portugués de Velocidad - GT  | NM Racing Team                 | 6        | 0         | 0     | 0  | 0      | 15           | 19.º         |
| Referencias: |                                         |                                |          |           |       |    |        |              |              |